# 청원초등학교 (충북)
청원초등학교는 대한민국 충청북도 청주시 청원구에 있는 초등학교다.

## 학교 연혁
- 2013. 03. 01. 청원초등학교 개교(26학급, 유치원 6학급 편성)
- 2013. 03. 01. 초대 신웅호 교장 부임
- 2013. 03. 04. 입학식(계: 163명)
- 2013. 03. 04. 시업식(2~6학년 - 계: 533명)
- 2013. 05. 13. 개교식
- 2014. 02. 18. 제 1회 졸업식(계: 107명)
- 2014. 03. 01. 4학급 증설(초등 30학급, 유치원 6학급)
- 2014. 03. 03. 입학식(입학생 7학급, 계: 171명)
- 2015. 02. 13. 제 2회 졸업식(계: 100명)
- 2015. 03. 01. 3학급 증설(초등 32학급, 특수 1학급, 유치원 6학급 편성)
- 2015. 03. 02. 2015학년도 입학식(입학생 7학급, 196명)
- 2016. 02. 17. 제 3회 졸업식(계: 99명)
- 2016. 03. 02. 2016학년도 입학식(입학생 6학급, 176명)
- 2016. 08. 31. 2대 박헌주 교장 부임
- 2017. 02. 10. 제 4회 졸업식(계: 115명)
- 2017. 03. 02. 2017학년도 입학식(입학생 5학급, 167명)